# 維克斯中型2號戰車
維克斯Mk.II中型坦克是維克斯在一戰、二戰期間製造的英國坦克。
此種坦克從1925年的原型車，到1934年開始量產共經歷了長達9年的時間，並從1939年起逐漸停止使用，由Mk.I巡航坦克取代。這種巡洋坦克的性能比維克斯中型坦克更好，像是由裝甲裙保護的改良懸掛系統和新型離合器。維克斯Mk.II中坦因重量導致其速度比起其前輩:維克斯Mk.I中坦的時速15英里相比，慢了2英里。

## 設計
維克斯Mk.II使用與維克斯Mk.I相同的底盤、懸掛和傳動系統，並且改良了戰車的上層結構。Mk.II在砲塔中配備了一門47.3毫米的坦克砲和四挺機槍。砲塔頭頂有一門防空機槍，且有兩挺維克斯機槍設置在戰車本體的兩側。

## 操作歷史
維克斯Mk.II和其前輩維克斯Mk.I取代了一些Mark V重型坦克，裝備在了皇家坦克團，直到他們自1938年起開始被逐步淘汰。在1939年11月，一些中型馬克二號被送往埃及由珀西.霍巴特少校進行實驗，可是這些戰車也在意大利於1940年6月宣戰之前被逐步淘汰。後來，這些在埃及的戰車被用於對坦克司機培訓的教練車。
在德國在1940年夏天的進攻威脅期間，這些過時車輛中的一些被重新啟動了很短的時間。

## 衍生型號
Mk.II：此戰車的原始版本。
註1：55輛Mk.II的霍奇基斯機槍被去除，添加了同軸機槍，車長的職位也轉回原來的位置，因為原本位置很容易被主炮的廢彈擊中肚子，非常危險。
註2：在1932年期間剩下的44台馬克II加入註一的55輛車；此外，無線電安裝在炮塔背面的裝甲箱中。重量上升到13.5短噸。
Mk.IIA：1930年新建的20輛車。取消砲塔後部的斜角，並在左側增設一個通風扇。
註：有二十台馬克IIA加入1932年間剩下的44台馬克II。
熱帶改版：在1928年有五輛Mk.II被運到埃及並裝配抗熱裝甲，例如在車體表面上的石棉板。
Mk.IIA CS：一些Mk.IIA後來被當作支援車輛，主要武器變為15磅3.7英寸的榴彈砲。每個連本部都配備了這些車輛。另外此戰車重量增加到14噸。
Mk.D型：Mk.D型是一個為愛爾蘭所做的設計，於1929年交付。其有一個後置在車廂裡的水冷型6缸陽光亞馬遜汽油發動機，轉速2100轉並擁有170馬力。安裝了一門坦克砲和四個維克斯.303機槍。此類型坦克於1940年報廢。
Mk.II搭橋車：實驗車種，通過將橋樑與車輛安裝在一起以方便造橋，好讓任何Mark II都能建造橋樑。這項建議未獲通過。
Mk.II指揮坦克:從1928年的Mk.II轉換而來，從取消砲塔，裝上一個大型矩形上層結構。只有安裝在裝甲箱前面的機槍。安裝了兩台無線電：短距離無線電用於戰術通信，長距離無線電則用於戰略級別。此型坦克最初由營長使用，1931年由旅長使用。

## 來源
1. 1 2  Duncan, N.W., Mediums Marks I – III
2. ↑  Zaloga, Steven J; Grandsen, James. . Arms and Armour Press. 1984: 48. ISBN 0-85368-606-8.